# Strade statali in Italia (600-699)
- Alcune strade statali ricalcano il percorso di vie consolari romane: sono evidenziate in arancione pallido.

- Altre strade, invece, sono state dismesse dall'ANAS in periodi antecedenti al decreto legislativo n. 112 del 1998 (declassate o cedute a stati confinanti in seguito alla Seconda guerra mondiale): sono evidenziate in verde spento.

- Le strade che, attualmente, non fanno più parte dell'ANAS ma che sono gestite da regioni o province sono contrassegnate dalla dicitura ex davanti al simbolo; c'è però da tenere presente che, per quasi tutte le strade, l'attuale competenza ANAS è ridotta rispetto alla lunghezza originale dell'arteria stessa: le strade che sono in parte gestite dall'ANAS e in parte da altri enti non sono contrassegnate dalla scritta ex.

| Numerazione | Denominazione                                       | Lunghezza (km) | Percorso | Periodo         | Localizzazione          |
| ----------- | --------------------------------------------------- | --- | --- | --------------- | ----------------------- |
|             | Ariana                                              | 19,000 | Innesto con la SS 6 a Valmontone - Artena - Lariano - Innesto con la SS 7 a Velletri | 1969-2002       | Lazio                   |
|             | Ariana                                              | 8,100 | Innesto con la SS 600 ad Artena - Colleferro | 1969-2002       | Lazio                   |
|             | Ostia-Anzio                                         | 40,000 | Lido di Ostia - Torvaianica - Lido di Lavinio - Anzio | 1969-2002       | Lazio                   |
|             | di Forca di Penne                                   | 59,007 | Innesto con la SS 153 al km 13+800 - Cepagatti - Innesto con la SS 16 bis a Villa Raspa | 1970-2001       | Abruzzo                 |
|             | di San Giorgio Jonico                               | 19,525 | Innesto con la SS 7 a Francavilla Fontana - Carosino - Innesto con la SS 7 ter a San Giorgio Jonico | 1969-2001       | Puglia                  |
|             | di Alberobello                                      | 28,257 | Innesto con la SS 100 a Gioia del Colle - Noci - Innesto con la SS 172 ad Alberobello | 1969-2001       | Puglia                  |
|             | di Mesagne                                          | 36,500 | Innesto con la SS 16 a San Vito dei Normanni - Mesagne - San Donaci - Innesto con la SS 7 ter al km 52+500 | 1969-2001       | Puglia                  |
|             | di Vibo Valentia                                    | 7,030 | Innesto con la SS 18 a Vibo Valentia - Castelluccio - Svincolo A3 in località Vaccarizzu di Sant'Onofrio | 1970-2002       | Calabria                |
|             | di Riardo                                           | 22,000 | Innesto con la SS 6 - Riardo - Pietramelara - Baia e Latina - Innesto con la SS 158 a Dragoni | 1970-1978       | Campania                |
|             | di Teano                                            | 16,488 | Innesto con la SS 6 presso la stazione di Vairano - Caianello - Teano - Innesto con la SS 7 presso Maiorisi | 1970-2001       | Campania                |
|             | Carpinetana                                         | 42,480 | Innesto con la SS 6 presso la stazione di Colleferro - Segni - Carpineto Romano - Innesto con la SS 156 al km 28+810 | 1970-2002       | Lazio                   |
|             | Selice o Montanara Imolese                          | 77,981 | Innesto con la SS 16 presso Lavezzola - Imola - Innesto con la SS 503 a Firenzuola | 1970-2001       | Emilia-Romagna, Toscana |
|             | di Otranto                                          | 32,850 | San Cataldo - Otranto | 1970-2001       | Puglia                  |
|             | della Val di Cembra                                 | 46,400 | Innesto con la SS 12 a Lavis - Cembra - Innesto con la SS 48 presso Cavalese | 1973-           | Trentino-Alto Adige     |
|             | della Val di Cembra                                 | 0,880 | Innesto con la SS 612 a Castello di Fiemme - Innesto con la SS 48 | 1977-           | Trentino-Alto Adige     |
|             | Brindisi-Lecce                                      | 34,099 | Brindisi - Lecce | 1970-           | Puglia                  |
|             | della Maielletta                                    | 26,600 | Innesto con la SS 539 - Innesto con la SS 5 presso Scafa | 1970-2001 2018- | Abruzzo                 |
|             | di Monte Luco                                       | 11,050 | Innesto con la SS 17 bis al piazzale FS delL'Aquila - Poggio di Roio - Pianola - Innesto con la SS 17 al km 36+480 | 1970-2001       | Abruzzo                 |
|             | di Monte Luco                                       | 2,250 | Innesto con la SS 615 a Poggio di Roio - Monte Luco | 1970-2001       | Abruzzo                 |
|             | di Pedivigliano                                     | 17,000 | Innesto con la SS 108 bis presso il bivio di Coraci - Pedivigliano - Innesto con la SS 616 dir presso lo svincolo con l'A2 di Altilia-Grimaldi | ?-              | Calabria                |
|             | di Pedivigliano                                     | 3,049 | Innesto con la SS 616 presso lo svincolo con l'A2 di Altilia-Grimaldi - Innesto con SP 57 presso Grimaldi | 2013-           | Calabria                |
|             | Bronese Tang. di Pavia                              | 21,575 | Innesto con A54 - Innesto con la SS 10 presso Broni | 1971-2001 2021- | Lombardia               |
|             | Molesana                                            | 39,647 | Innesto con la SS 17 presso Cantalupo nel Sannio - Torella del Sannio - Innesto con la SS 647 presso Castropignano | 1971-2001       | Molise                  |
|             | di Vigo di Cadore                                   | 23,550 | Innesto con la SS 465 presso Forcella Lavardet - Casera Razzo - Vigo di Cadore - Innesto con la SS 52 presso la località Tre Ponti | 1971-2001       | Veneto                  |
|             | del Passo di Lavazè                                 | 22,844 | Innesto con la SS 241 a Ponte Nova - Novale - Passo di Lavazè - Innesto con la SS 48 a Cavalese | 1971-           | Trentino-Alto Adige     |
|             | della Valle Aurina                                  | 43,000 | Innesto con la SS 49 in Brunico - Campo Tures - Fonte della Roccia | 1971-           | Trentino-Alto Adige     |
|             | di Solda                                            | 11,700 | Innesto con la SS 38 a Gamagoi - Solda | 1971-           | Trentino-Alto Adige     |
|             | Strada statale 623 del Passo Brasa                  | 80,230 | Innesto con la SS 9 a Modena - San Damaso - Spilamberto - Vignola - Zocca - Castel d'Aiano - Innesto con la SS 324 in località Crociale | 1971-2001 2021- | Emilia-Romagna          |
|             | Palermo-Sciacca                                     | 82,571 | Innesto con la circonvallazione di Palermo - Svincolo di Altofonte - Svincolo di San Cipirello - Portella Misilbesi - Innesto con la SS 115 al bivio di San Bartolo presso Sciacca                                                                         | 1989-           | Sicilia                 |
|             | della Valle del Tammaro                             | 22,720 | Innesto con la SS 212 in località Cappella del Carmine presso Colle Sannita - Circello - Innesto con la SS 88 presso la stazione di Pontelandolfo | 1971-2001       | Campania                |
|             | della Valle del Salso                               | 58,700 | Innesto con la SS 640 presso la stazione di Imera - Svincolo per Caltanissetta e Pietraperzia - Svincolo per Ravanusa - Svincolo per Riesi - Innesto con la SS 115 in località Contrada Tenutella presso Gela                                              | 1989-           | Sicilia                 |
|             | Licata-Braemi                                       | 27,800 | Innesto con la SS 123 presso Licata - Innesto con la SS 190 presso Miniera di Trabia | 2012-           | Sicilia                 |
|             | della Vandra                                        | 12,680 | Innesto con la SS 158 (km 27+750) presso Ponte Nuovo - Svincolo con la SS 85 sul viadotto Longano presso Isernia | 1997-2002 2019- | Molise                  |
|             | Leuciana                                            | 17,200 | Innesto con la SS 6 al km 125+180 - Castrocielo - Innesto con la SS 82 al km 96+830 | 1971-2002       | Lazio                   |
|             | di Angera                                           | 27,100 | Innesto con la SS 33 a Sesto Calende - Ispra - Laveno Mombello | 1971-1997       | Lombardia               |
|             | del Lago di Monate                                  | 19,100 | Innesto con la SS 33 presso Vergiate - Lago di Monate - Innesto con la SS 394 presso Gemonio | 1997-           | Lombardia               |
|             | Ausonia                                             | 2,850 | Innesto con la SS 6 (rotatoria inclusa) - Svincolo di Cassino con l'A1 | 1971-2002 2019- | Lazio                   |
|             | della Valle Cannobina                               | 25,530 | Innesto con la SS 34 a Cannobio - Innesto con la SS 337 a Malesco | 1988-2001 2021- | Piemonte                |
|             | Traversa di Pracchia                                | 16,500 | Innesto con la SS 64 presso Ponte della Venturina - Pracchia - Innesto con la SS 66 presso Pontepetri | 1971-2001       | Emilia-Romagna, Toscana |
|             | Mammianese-Marlianese                               | 38,675 | Innesto con la SS 66 presso Colonna di Mammiano - Piteglio - Prataccio - Marliana - Montecatini Terme | 1971-2001       | Toscana                 |
|             | delle Grotte Orientali                              | 33,400 | Innesto con la SS 100 presso Capurso - Variante di Rutigliano - Innesto con la SS 377 a Castellana Grotte | 1971-2001       | Puglia                  |
|             | del Passo di San Boldo                              | 40,590 | Innesto con la SS 50 a Bribano - Passo San Boldo - Innesto con la SS 13 a Conegliano | 1971-2001       | Veneto                  |
|             | di Palombara                                        | 33,530 | Innesto con la SS 4 presso Borgo Quinzio - Moricone - Palombara Sabina - Innesto con la SS 5 a Tivoli | 1971-2002       | Lazio                   |
|             | di Frosinone e di Gaeta                             | 52,045 | Innesto con la SS 6 al km 86+391 - Ceccano - Innesto con la SS 7 presso Fondi | 1971-2002       | Lazio                   |
|             | di Frosinone e di Gaeta                             | 8,200 | Innesto con la SS 637 a Ceccano - Innesto con la SS 156 presso Palombara | 1974-2002       | Lazio                   |
|             | del Passo di Giau                                   | 21,535 | Innesto con la SS 48 a Pocol - Passo di Giau - Selva di Cadore | 1971-2001       | Veneto                  |
|             | dei Laghi di Pusiano e di Garlate                   | 37,277 | Innesto con la SS 342 ad Urago - Erba - Tratto in comune con la SS 36 tra Civate e Lecco - Innesto con la SS 342 presso Cisano Bergamasco | 1972-2001       | Lombardia               |
|             | Strada degli Scrittori già di Porto Empedocle       | 73,950 | Porto Empedocle (fine centro abitato) - Bivio per Canicattì - Svincolo con la SS 122 presso Caltanissetta - Svincolo con l'A19 presso la stazione di Imera                                                                                                 | 1973-           | Sicilia                 |
|             | Raccordo di Pietraperzia                            | 15,400 | Innesto con la SS 640 presso Caltanissetta - Pietraperzia | 2012-           | Sicilia                 |
|             | del Passo Fedaia                                    | 13,445 | Innesto con la SS 48 a Canazei - Confine di regione con il Veneto presso il Passo Fedaia | 1973-           | Trentino-Alto Adige     |
|             | Camastra                                            | 19,278 | Innesto con la SS 123 presso il km 16+000 (Campobello di Licata) - Svincolo sulla SS 410 presso il km 19+700 - Innesto con la SS 576 al km 5+424 | 1975-1977       | Sicilia                 |
|             | di Polizzi                                          | 22,350 | Innesto con la SS 120 al bivio Donna Legge - Polizzi Generosa - Svincolo di Scillato dell'A19 in contrada Firrione | 1975-           | Sicilia                 |
|             | di Ravanusa                                         | 3,720 | Innesto con la SS 123 presso Campobello di Licata - Innesto con la SS 557 presso Ravanusa | 1978-           | Sicilia                 |
|             | Fondo Valle del Tappino                             | 28,738 | Campobasso - Innesto con la SS 17 a Ponte 13 archi | 1976-           | Molise                  |
|             | di Uccea                                            | 25,300 | Tarcento - Vedronza - Uccea - Confine di Stato con la Slovenia | 1978-2008       | Friuli-Venezia Giulia   |
|             | Fondo Valle del Biferno                             | 75,250 | Svincolo con la SS 17 presso Bojano - Svincolo per Castropignano - Svincolo per Lucito - Svincolo per Larino - Innesto con la SS 87 presso la stazione ferroviaria di Guglionesi                                                                           | 1990-           | Molise                  |
|             | Fondo Valle del Biferno                             | 3,900 | Svincolo con la SS 17 presso Santa Maria delle Macchie - Svincolo con la SS 647 presso Campo Aperto | 1990-           | Molise                  |
|             | Fondo Valle del Biferno                             | 7,060 | Innesto con la SP Tangenziale Est a Campobasso - Innesto con la SS 87 presso la stazione ferroviaria di Ripalimosani | 1990-           | Molise                  |
|             | del Valico di Monte Scuro                           | 23,520 | Innesto con la SS 107 presso Spezzano della Sila - Valico di Monte Scuro - Tratto presso Moccone in comune con la SS 279 - Reinnesto sulla SS 107 a Camigliatello                                                                                          | 1990-2002       | Calabria                |
|             | di Fondo Valle Alento                               | 14,637 | Innesto con la SS 714 presso Francavilla al Mare - Svincolo di Bucchianico con la SS 81 | 1987-2001 2018- | Abruzzo                 |
|             | di Fondo Valle Alento                               | 4,000 | Svincolo con la SS 649 a Chieti - Innesto con la SS 81 a Chieti | 1987-2001 2018- | Abruzzo                 |
|             | di Fondo Valle Trigno                               | 78,400 | Svincolo con la SS 17 presso Isernia - Svincolo di Pescolanciano - Svincolo di Trivento - Svincolo con l'A14 presso il casello di Vasto Sud - Svincolo con la SS 16 a San Salvo Marina                                                                     | 1988-           | Molise, Abruzzo         |
|             | di Pescolanciano                                    | 7,270 | Svincolo con la SS 650 presso Pescolanciano - Pescolanciano - Innesto con la SS 86 presso Carovilli | 1988-2001       | Molise                  |
|             | di Fondo Valle Sangro                               | 34,400 | 1º tronco: Svincolo con la SS 158 presso Cerro al Volturno - Svicnolo di Rionero Sannitico - Svincolo di Ateleta - Svincolo di Sant'Angelo del Pesco | 1989-           | Molise, Abruzzo         |
| 46,900      | di Fondo Valle Sangro                               | 2º tronco: Variante di Quadri - Svincolo di Villa Santa Maria - Svincolo di Piane d'Archi - Svincolo con l'A14 presso il casello di Val di Sangro - Svincolo con la SS 16 presso Fossacesia Marina | | 1989-           | Molise, Abruzzo         |
|             | della Valle del Sinni                               | 81,555 | Svincolo di Lauria Nord con l'A2 in località Cavallo - Svincolo per la SS 598 a Senise - Innesto con la SS 106 (km 81+600) a Policoro (Zona Industriale)                                                                                                   | 1988-           | Basilicata              |
|             | di Val Nure                                         | 73,358 | Fine centro abitato di Piacenza - Confine con la regione Liguria | 1987-2001 2021- | Emilia-Romagna          |
| 22,442      | di Val Nure                                         | Confine con la regione Emilia-Romagna - Innesto con la SS 586 a Rezzoaglio | 1987-2001 2018- | Liguria         |                         |
|             | Bradanica                                           | 132,065 | 1º tronco: Innesto con la SS 16 (km 683+500) presso Foggia - Candela - Leonessa - Svincolo di Lavello - Svincolo di Spinazzola - Svincolo di Palazzo San Gervasio con la ex SS 168 - Innesto con la SP 8 presso Inizio lotto della Martella in costruzione | 1991-           | Puglia, Basilicata      |
| 8,610       | Bradanica                                           | 2º tronco: Innesto con la SP "Timmari-Santa Chiara" - Innesto con la SS 7 in località Aia del Cavallo (Matera)                                                                                     | | 1991-           | Puglia, Basilicata      |
|             | Val Pescara-Chieti                                  | 5,920 | Svincolo A14 presso il casello di Pescara centro - Innesto con la SS 649 dir a Chieti | 1988-2001 2018- | Abruzzo                 |
|             | Val Pescara-Chieti                                  | 4,900 | Svincolo A25 presso Villareia - Svincolo con la SS 656 presso Chieti | 1988-2001 2018- | Abruzzo                 |
|             | Sabina                                              | 23,200 | Innesto con la SS 313 presso Galantina - Stimigliano - Innesto con la SS 3 in località Ponte Felice | 1993-2001       | Lazio                   |
|             | Potenza-Melfi                                       | 58,900 | Innesto con la SS 407 presso la stazione di Vaglio Basilicata - Svincolo di San Nicola - Svincolo di Rionero in Vulture - Melfi - Innesto con la SS 655 | ?-              | Basilicata              |
|             | Melfi-SATA                                          | 9,568 | Innesto con la SS 658 presso Melfi - Innesto con la SS 655 presso San Nicola | 2019-           | Basilicata              |
|             | di Valle Antigorio e Val Formazza                   | 40,800 | Innesto con la SS 33 presso Crevoladossola - Baceno - Riale | 1986-           | Piemonte                |
|             | di Acri                                             | 43,143 | Innesto con la SS 559 al bivio Luzzi - Ponte Mucone - Scanzata di Cosenza - Acri - Innesto con la SS 177 al bivio Gallopane | 1989-           | Calabria                |
|             | delle Langhe                                        | 77,660 | Innesto con la SS 20 a Carmagnola - Bra - Narzole - Dogliani - Murazzano - Innesto con la SS 28 bis a Montezemolo | 1989-2001       | Piemonte                |
|             | di Savigliano                                       | 15,500 | Innesto con la SS 231 presso Roreto - Savigliano | 1991-2001       | Piemonte                |
| 11,500      | di Savigliano                                       | Savigliano Ponte Maira - Saluzzo | 1991-2001 2021- | Piemonte        |                         |
|             | di Saluzzo                                          | 33,745 | Innesto con la SS 20 presso Carignano - Lombriasco - Polonghera - Innesto con la SS 589 a Saluzzo | 1989-2001       | Piemonte                |
|             | Mediana del Salento                                 | 18,855 | Innesto al km 979+800 della SS 16 presso Corigliano d'Otranto - Innesto al km 9+700 della SS 101 presso Masseria Vittorio | 1989-2001       | Puglia                  |
|             | Massese                                             | 65,181 | Fine centro abitato di Parma - Langhirano - Confine con la regione Toscana | 1989-2001 2021- | Emilia-Romagna          |
| 28,423      | Massese                                             | Confine con la regione Emilia-Romagna - Innesto con la SS 62 presso Aulla | 1989-2001 2018- | Toscana         |                         |
|             | Massese                                             | 15,000 | Innesto con la SS 665 in località Pontino - Innesto con la SS 665 presso il Passo del Lagastrello | 1989-2001       | Toscana                 |
|             | di Sora                                             | 17,000 | Innesto con la SS 82 presso Sora - Innesto con la SS 509 in località Colle Telugno | 1990-2002       | Lazio                   |
|             | di Caerano                                          | 17,630 | Innesto con la SS 53 presso Castelfranco Veneto - Caerano di San Marco - Innesto con la SS 348 presso Nogarè | 1991-2001       | Veneto                  |
|             | Lenese                                              | 57,000 | Innesto con la SS 11 a Lonato - Tratto in comune con la SS 236 presso Montichiari - Leno - Innesto con la SS 235 presso Orzinuovi | 1991-2001       | Lombardia               |
|             | del Passo Crocedomini                               | 30,000 | Innesto con la SS 237 (km 52+000) - Bagolino - Innesto con la SS 345 al Passo di Crocedomini | 1992-2001       | Lombardia               |
|             | dei Piani d'Aspromonte                              | 30,200 | Innesto con la SS 18 a Villa San Giovanni - San Roberto - Innesto con la SS 183 presso Gambarie | 1992-2002       | Calabria                |
|             | della Val Seriana                                   | 56,958 | Innesto con la SS 42 a Seriate - Innesto con la SS 294 presso Dezzo di Scalve | 1995-2001 2021- | Lombardia               |
|             | della Valle Borlezza                                | 13,645 | Innesto con la SS 671 a Clusone - Incrocio via San Francesco d'Assisi a Lovere | 2021-           | Lombardia               |
|             | Sassari-Tempio                                      | 40,769 | Innesto con la SS 597 presso Ploaghe - Innesto con la SS 127 presso Bortigiadas | 1993-           | Sardegna                |
|             | Tangenziale di Foggia già Tangenziale Est di Foggia | 30,145 | Innesto con la SS 16 a nord di Foggia - Svincolo con la SS 673 dir - Svincolo con la SS 655 - Svincolo con la SS 17 - Innesto con la SS 16 a nord di Foggia                                                                                                | 2010-           | Puglia                  |
|             | Tangenziale Est di Foggia                           | 0,900 | Innesto con la SS 89 presso Foggia - Innesto con la SS 673 presso Foggia | 2010-           | Puglia                  |
|             | Tangenziale Ovest di Siena                          | 8,300 | Svincolo con il RA 3 presso Siena - Svincolo con la SS 223 presso Siena | 1999-           | Toscana                 |
|             | Umbro-Laziale                                       | 85,100 | Innesto con la SS 3 presso San Carlo di Terni - Orte - Viterbo - Innesto con la SS 1 bis (km 16+500) svincolo Monte Romano Est | ?-              | Umbria, Lazio           |
|             | Umbro-Laziale                                       | 0,850 | Innesto con la SS 675 presso Amelia - Innesto con la SP 205 presso San Pellegrino | 2004-           | Umbria                  |
|             | Umbro-Laziale                                       | 2,850 | Casello A1 di Orte - Svincolo con la SS 675 | 2019-           | Lazio                   |
|             | Umbro-Laziale                                       | 2,170 | Innesto con la SS 3 bis presso Mazzancollo - Innesto con la SC Campore | 2004-           | Umbria                  |
|             | Tangenziale Sud di Udine                            | 3,700 | 1º tronco: Innesto con la SR 56 presso Paparotti - Casello dell'A23 | ?-              | Friuli-Venezia Giulia   |
| 2,628       | Tangenziale Sud di Udine                            | 2º tronco: Basaldella - Innesto con la SS 13 (km 127+015) | | ?-              | Friuli-Venezia Giulia   |
|             | di Ronchi dei Legionari                             | 2,028 | Casello di Redipuglia dell'A4 - Innesto con la SS 14 presso Aeroporto di Trieste-Ronchi dei Legionari | 2005-           | Friuli-Venezia Giulia   |
|             | di Latisana                                         | 4,300 | Svincolo di Latisana dell'A4 - Innesto con la SS 354 presso Crosere | 2005-2006       | Friuli-Venezia Giulia   |
|             | Arezzo-Battifolle                                   | 7,900 | Arezzo - Svincolo dell'A1 presso Battifolle | ?-              | Toscana                 |
|             | San Zeno-Monte San Savino                           | 14,700 | Monte San Savino - Innesto con la SS 73 presso San Zeno | ?-              | Toscana                 |
|             | Asse Attrezzato del Porto di Ancona                 | 0,900 | Porto di Ancona - Via Marconi (Ancona) | ?-              | Marche                  |
|             | Jonio-Tirreno già SGC Jonio-Tirreno                 | 38,263 | Innesto con la SS 682 dir presso lo svincolo con l'A3 di Rosarno - Svincolo di Melicucco - Svincolo di Cinquefrondi - Innesto con la SS 106 a Grotteria Marina                                                                                             | ?-              | Calabria                |
|             | Raccordo al Porto di Gioia Tauro                    | 5,695 | Innesto con l'A2 presso lo svincolo di Rosarno - Ingresso al porto di Gioia Tauro | 2013-           | Calabria                |
|             | di Licodia Eubea-Libertinia                         | 13,298 | Innesto con la SS 514 presso Grammichele - Innesto con la SS 124 presso Caltagirone |                 | Sicilia                 |
|             | Variante di Caltagirone                             | 7,700 | Svincolo di S. Bartolomeo - Svincolo di Molona con la SS 417 (km 15+000) - Innesto con la SP 37 | 2015-           | Sicilia                 |
|             | Tangenziale Sud di L'Aquila                         | 3,589 | Innesto con la SS 17 presso L'Aquila - Innesto con la SP Mausonia presso L'Aquila | 2004-           | Abruzzo                 |
|             | Tangenziale Sud di L'Aquila                         | 1,020 | Innesto in rotatoria con la SC "Mausonia" (km 0+000) - Innesto con la SS 17 ter (km 0+708) | 2015-           | Abruzzo                 |
|             | delle Tre Valli Umbre                               | 70,100 | Innesto con la SS 4 presso Arquata del Tronto - Norcia - Serravalle - Triponzo - Sant'Anatolia di Narco - Svincolo di Eggi - Svincolo San Sabino presso Spoleto - Innesto con la SS 418 presso San Giovanni di Baiano                                      | 2004-           | Umbria, Marche          |
|             | di Quarto                                           | 3,000 | Innesto con la SS 7 quater presso Monteruscello - Quarto | 2004-           | Campania                |
|             | Pedemontana delle Marche                            | 7,590 | Innesto con la SP 18 (km 0+000) presso Lunano - Innesto con la SS 73 bis (km 42+400) in località San Lorenzo in Selva Nera | 2004-           | Marche                  |
|             | di Mattinata                                        | 9,935 | Innesto con la SS 89 presso Mattinata - Innesto con la SP 53 presso Mattinata | 2010-           | Puglia                  |
|             | del Porto di Taranto                                | 1,040 | Innesto con la SS 7 presso Taranto - Porto di Taranto | 2010-           | Puglia                  |
|             | Avezzano-Sora già superstrada del Liri              | 41,500 | Svincolo di Avezzano dell'Autostrada A25 - Civitella Roveto - Svincolo di Sora Nord | 2004-           | Abruzzo, Lazio          |
|             | Fondo Valle Sele già Contursi-Lioni                 | 30,830 | Svincolo di Contursi dell'A2 - Innesto con la SS 7 presso Lioni | 2004-           | Campania                |
|             | Tangenziale Ovest di Lucera                         | 3,878 | Innesto con la SS 17 presso Lucera - Innesto con la ex SS 160 presso Lucera | 2010-           | Puglia                  |
|             | dei Laghi di Lesina e Varano già SSV del Gargano    | 60,400 | Casello di Poggio Imperiale dell'A14 - Lago di Lesina - Innesto con la ex SS 528 presso Vico del Gargano | 2010-           | Puglia                  |
|             | Tangenziale Ovest di Lecce                          | 10,344 | Innesto con la SS 613 ad ovest di Lecce - Innesto con la SS 16 a sud di Lecce | 2010-           | Puglia                  |
|             | Tangenziale Sud di Otranto                          | 2,665 | Innesto con la SS 16 presso Otranto - Innesto con la SP 87 presso Otranto | 2010-           | Puglia                  |
|             | del Parco Regionale Sirente-Velino                  | 46,000 | 1º tronco: Svincolo di Tornimparte dell'A24 - La Crocetta - Rotonda di Campo Felice - Rocca di Cambio - Rocca di Mezzo - Ovindoli - Innesto con la SS 696 dir presso Celano                                                                                | 2005-           | Abruzzo                 |
| 2,620       | del Parco Regionale Sirente-Velino                  | 2º tronco: Celano - Innesto con la SS 5 | | 2005-           | Abruzzo                 |
|             | Vestina già SS 5 bis/dir                            | 8,490 | Innesto con la SS 696 a Celano - Bussi - Innesto con la SS 5 presso Paterno | 2005-           | Abruzzo                 |
|             | Vestina                                             | 0,460 | Innesto con la SS 696 dir (km 6+800) - Innesto con la SS 5 (km 122+300) presso Paterno | 2013-           | Abruzzo                 |
|             | dell'Aeroporto di Brindisi                          | 1,500 | 1º tronco: Innesto con la SS 379 presso Brindisi - Innesto con la SC 10 presso Brindisi | 2010-           | Puglia                  |
| 0,667       | dell'Aeroporto di Brindisi                          | 2º tronco: Innesto con la SC 10 presso Brindisi - Aeroporto di Brindisi | | 2010-           | Puglia                  |
|             | del Porto di Civitavecchia                          | 7,200 | Porto di Civitavecchia - Innesto con la SS 1 presso Pantano | 2011-           | Lazio                   |
|             | dell'Abbazia di Fossanova                           | 20,500 | Innesto con la ex SS 156 presso Prossedi - Innesto con la SS 7 presso Terracina | 2011-           | Lazio                   |